# Isamaa
Isamaa („Vaterland“) ist eine konservative Partei in Estland. Sie entstand 2006, zunächst unter dem Namen Isamaa ja Res Publica Liit (IRL; „Vaterlands- und Res-Publica-Union“), aus der Fusion der konservativen Partei Res Publica des ehemaligen Ministerpräsidenten Juhan Parts und der christlich-nationalkonservativen Vaterlandsunion (Isamaaliit) von Mart Laar, der ebenfalls Ministerpräsident war.
Sie ist Mitglied der Internationalen Demokratischen Union, der Christlich Demokratischen Internationale und der Europäischen Volkspartei. Der Jugendverband der Partei ist die Isamaa Noorteühendus ResPublica. Die parteinahe Stiftung der Partei ist das Pro-Patria-Institut (koolituskeskus Pro Patria). Den Parteivorsitz hat seit dem 11. Juni 2023 Urmas Reinsalu inne.

## Vorgängerparteien

### Isamaaliit (Vaterlandsunion)
Vorläufer der Vaterlandsunion war die Rahvuslik Koonderakond „Isamaa“ (Nationale Koalitionspartei „Vaterland“), ein Zusammenschluss vierer christdemokratischer und konservativer Parteien, die hauptsächlich von Dissidenten und Widerständlern gegen die sowjetische Herrschaft in Estland geprägt waren. Sie errang bei den Parlamentswahlen 1992 22,0 % der Stimmen und 28 der 101 Sitze, woraufhin ihr Spitzenkandidat Mart Laar Ministerpräsident wurde. 1994 sprach ihm das Parlament jedoch das Misstrauen aus und er wurde durch den Sozialdemokraten Andres Tarand abgelöst. Der Koalitionspartei schloss sich 1995 die Eesti Rahvusliku Sõltumatuse Partei (Estnische Nationale Unabhängigkeitspartei) an, die im Parlament über 10 Sitze verfügte. Die Vaterlandsunion wurde gegründet, ihr erster Vorsitzender war Toivo Jürgenson. Bei den Wahlen 1995 fiel die IL auf 7,9 % und 8 Mandate zurück.
1998 übernahm Mart Laar wieder den Vorsitz und bei den Wahlen 1999 war die Vaterlandsunion auch wieder mit 16,1 % und 18 Sitzen erfolgreich. Laar wurde zum zweiten Mal Ministerpräsident bis zu seinem Rücktritt von Partei- und Regierungsamt 2002. Neuer Parteivorsitzender wurde Tunne Kelam, während Siim Kallas von der Reformpartei die Regierung übernahm. 2003 wurde abermals gewählt. Die Isamaaliit verlor erneut deutlich, vor allem zu Gunsten der Res Publica. Sie konnte nur noch 7,3 % der Stimmen und 7 Sitze erringen.
Der letzte Parteivorsitzende Tõnis Lukas, der das Amt 2005 übernahm, führte die Partei in die Fusion mit Res Publica. Am 4. Juni 2006 hörte sie auf zu existieren.

### Erakond Res Publica
Die Res-Publica-Bewegung in Estland entstand 1989 als Gruppierung junger Konservativer und Wirtschaftsliberaler, die eng mit der Vaterlandsunion verbunden waren. 2001 erfolgte die Gründung als Partei unter dem Namen Ühendus vabariigi eest – Res Publica („Estnische Republikanische Union – Res Publica“), Juhan Parts übernahm den Parteivorsitz. 2003 nahm sie zum ersten Mal an den Parlamentswahlen teil und wurde prompt mit 24,6 % zweitstärkste Kraft, mit 28 der 101 Parlamentssitze konnte sie sogar mit der größten Fraktion, der Zentrumspartei gleichziehen. Daraufhin bildete sie eine Mitte-rechts-Regierung mit der liberalen Reformpartei und der agrarischen Volksunion unter Führung Parts. Dieser trat 2005 zurück, nachdem gegen seinen Justizminister ein Misstrauensvotum ausgesprochen wurde. Die Res Publica schied daraufhin aus der Regierung aus. 2005 übernahm der damals erst 31-jährige Taavi Veskimägi den Parteivorsitz. Am 4. Juni 2006 erfolgte die Fusion mit der Vaterlandsunion.

## Entwicklung seit der Fusion
Die vereinigte Partei konnte bei der Parlamentswahl 2007 nur einen Teil ihrer Wähler halten und kam mit 17,9 % auf 19 der 101 Sitze im estnischen Parlament (Riigikogu). In der Folge bildete sie unter Führung der Reformpartei und zusammen mit der Sozialdemokratischen Partei eine Drei-Parteien-Koalition. Nach dem Ausscheiden der Sozialdemokraten am 21. Mai 2009 setzte man die Regierungsarbeit nur noch zusammen mit der Reformpartei fort. Bei der Europawahl 2009 gelang es der IRL einen von sechs estnischen Sitzen im Europäischen Parlament zu gewinnen.
Nach der Parlamentswahl 2011 verfügte die IRL über 23 Sitze im Riigikogu (20,5 % der Stimmen). Da beide Partner gestärkt aus der Wahl hervorgegangen waren, konnte die Koalition mit der Reformpartei, in der die IRL diesmal sechs Minister stellte, fortgesetzt werden. Im März 2014 zerbrach allerdings diese Zusammenarbeit und die IRL schied aus der Regierung aus. Bei der Europawahl im selben Jahr konnte die IRL ihren einen Sitz verteidigen.
Bei der Parlamentswahl 2015 musste die IRL, bedingt auch durch Abspaltungen und Neugründungen im konservativen Lager, starke Verluste hinnehmen. Sie erreichte nur noch 13,7 % und konnte 14 Abgeordnete ins Parlament entsenden. Da allerdings auch die bisherigen Koalitionspartner Reformpartei und Sozialdemokraten Stimmverluste hinnehmen mussten, kam es nach der Wahl zu einer Neuauflage der Drei-Parteien-Regierung aus Reformpartei, Sozialdemokraten und IRL. Nach dem erneuten Scheitern dieser Zusammenarbeit im November 2016, kam es zur Bildung einer Koalitionsregierung aus Zentrumspartei, Sozialdemokraten und IRL.
Im Jahr 2018 beschloss die Partei, ihren Namen auf Isamaa (im Englischen Pro Patria) zu verkürzen. Nach der Parlamentswahl 2019 bildete man zusammen mit der Zentrumspartei und der Konservativen Volkspartei eine neue Koalitionsregierung (Kabinett Ratas II), die aber schon 2021 zerbrach. Im Übergangskabinett K. Kallas II. kehrte man im Juli 2022 noch einmal kurzzeitig in die Regierungsverantwortung zurück, verblieb nach der Parlamentswahl 2023 aber in der Opposition.

## Wahlergebnisse
| Jahr | Stimmen | Anteil | Mandate | Platz |
| ---- | ------- | ------ | ------- | ----- |
| 2007 | 98.347  | 17,9 % | 19/101  | 3.    |
| 2011 | 118.023 | 20,5 % | 23/101  | 3.    |
| 2015 | 78.699  | 13,7 % | 14/101  | 4.    |
| 2019 | 64.239  | 11,4 % | 12/101  | 4.    |
| 2023 | 50.118  | 8,2 %  | 8/101   | 6.    |

| Jahr | Stimmen | Anteil | Mandate | Platz |
| ---- | ------- | ------ | ------- | ----- |
| 2009 | 48.492  | 12,2 % | 1/6     | 4.    |
| 2014 | 45.765  | 13,9 % | 1/6     | 3.    |
| 2019 | 34.188  | 10,3 % | 1/7     | 5.    |
| 2024 | 79.165  | 21,5 % | 2/7     | 1.    |

## Parteivorsitzende
- Mart Laar (bis 2012)
- Urmas Reinsalu (2012–2015)
- Margus Tsahkna (2015–2017)
- Helir-Valdor Seeder (2017–2023)
- Urmas Reinsalu (seit 2023)